# Isabel Escudero
Isabel Escudero Ríos (Quintana de la Serena, 1944-Madrid, 7 de marzo de 2017) fue una poetisa y ensayista española.

## Biografía
Isabel Escudero Ríos, extremeña, realizó sus estudios universitarios en Madrid. Fue profesora en la Facultad de Ciencias de la Información de la Universidad Complutense de Madrid, y fue profesora titular de la Facultad de Educación en la UNED. Codirigió casi desde su fundación la revista Archipiélago. 
En colaboración con Agustín García Calvo intervino en numerosos foros, de lo que dan testimonio libros políticos como Contra el Hombre (1996) y ¿Quién dice no? (1999) y frecuentes recitales poéticos en compañía del citado pensador y poeta desde finales de los setenta.  Su obra poética y el recitado de viva voz fueron su labor pública más constante. Según confesión propia, su mayor pasión era la poesía, al dominio de cuyas artes (recitado y composición) dedicó gran parte de su vida.

## Trayectoria

### Poesía
Su primer poemario, Coser y cantar (1984), atrae la atención de la crítica por su maestría en el poema breve de inspiración popular, con influencias de Antonio Machado y el haiku. En los años 90, su interés por el aprovechamiento de la poesía en las escuelas toma forma en los libros Razón común = Razón poética (1994) y Cancionero didáctico: Cántame y cuéntame (1998). En el 2002 se publica en la editorial Hiperión Cifra y aroma, recopilación por géneros de sus cantares, haikus y otros poemas breves, que incluye también una antología de su poesía más culta o personal, El día menos pensado. 
Posteriormente publica en 
Editorial Pre-Textos Fiat umbra (2008), una nueva muestra de poemas breves, de inspiración y métrica popular y en gran parte de carácter metafísico. Su título, que significa en latín «hágase la sombra», es un homenaje a «El gran Cero» , poema de Abel Martín (heterónimo de Antonio Machado), y da la vuelta a las palabras con las que Dios crea la luz en el Génesis (Fiat lux). De Fiat umbra dice Chantal Maillard: “A medio camino entre el haiku y la sentencia popular o la métrica breve castellana, estos ‘farolillos’ expanden su luz en mi penumbra.” 
En el mismo año se publica Gorrión, migajas... (2008), en la editorial Pre-Textos: una antología de coplas, haikus y recuerdos de niñez que incluye también una traducción inédita de Catulo, obra de Agustín García Calvo. Su última obra publicada hasta ahora es Nunca se sabe (Pre-Textos, 2010).

### Crítica de cine
Colaboró como 
crítico de cine en las revistas especializadas Cinema 2002 y Banda Aparte. En esta última coordinó un número especial sobre el cineasta español Víctor Erice, de cuya obra era estudiosa. Sus críticas cinematográficas están recogidas en el volumen Digo yo: ensayos y cavilaciones (1996).

### Ensayo
Como ensayista, Isabel Escudero se ha interesado especialmente por el lenguaje y la comunicación, el amor, las mujeres, el cine y las tradiciones orales de la poesía popular anónima (poesía sin poeta).

## Obras
- Coser y cantar (1984). Prólogo de Agustín García Calvo, Editora Nacional; ediciones posteriores en Editorial Lucina.
- Razón común = Razón poética (1994), UNED; reedición con CD en [2007].
- Digo yo. Ensayos y cavilaciones (1997), Ediciones Huerga y Fierro.
- Cancionero didáctico: Cántame y cuéntame (1998), UNED y Ediciones de la Torre. Reedición con CD en [2003], UNED y Ediciones de la Torre. Cuarta edición con DVD (2009), UNED.
- Contra el hombre —colaboración con Agustín García Calvo— (1998), Fundación de Estudios Libertarios Anselmo  Lorenzo.
- ¿Quién dice no?: en torno a la anarquía —colaboración con Agustín García Calvo— (1999), Fundación de Estudios Libertarios Anselmo  Lorenzo.
- Cifra y aroma (2002 y 2008), Hiperión Poesía. Prólogo de Luis Mateo Díez, introducción de Agustín García Calvo y epílogo de Víctor Erice.
- Fiat umbra (2008), Pre-Textos.
- Gorrión, migajas... (2008), Pre-Textos.
- Nunca se sabe (2010), Pre-Textos.
- Condiciones de luna. Coplas y juegos de lengua, ritmo y razón (2013), Ediciones de la Torre.
- Alfileres (2016), Bakakai.
- Tinta robada (2018), Pre-Textos. Edición de Virginia López Graña